# Carta di Giamaica
La Carta di Giamaica (in spagnolo: Carta de Jamaica) era un documento scritto da Simón Bolívar in Giamaica nel 1815. Era una risposta a una lettera di Henry Cullen — un commerciante giamaicano di origine britannica residente a Falmouth, vicino a Montego Bay — in cui Bolívar spiegava i suoi pensieri sulla situazione sociale e politica dell'America spagnola al tempo, il potere dell'Impero spagnolo e il possibile futuro delle nuove nazioni che sarebbero state create dopo il suo crollo.

## Contesto storico

### La caduta della Seconda Repubblica del Venezuela
Per ricostituire la Repubblica, la campagna Ammirabile portò Bolívar molto rapidamente in pochi mesi a Caracas il 6 agosto 1813. Tuttavia, l'intera impresa terminò nel 1814, quando le truppe lealiste di José Tomás Boves sconfissero le forze patriote e costrinse Bolívar a ritirarsi, con l'ulteriore conseguenza di essere stato esiliato da José Félix Ribas e Manuel Piar. Dopo questa sconfitta nel 1814, Bolivar fuggì dal Venezuela con la sua autorità persa e contestata dai suoi stessi ufficiali. La seconda Repubblica del Venezuela fu infine abolita.

### Rientro a Nuova Granada
Bolívar partì per Cartagena de Indias l'8 settembre 1814. Fu a Nuova Granada nell'ottobre 1814 e rimase fino all'aprile 1815. Tuttavia, Bolívar non ripeté l'esperienza vittoriosa del 1813 perché era un subordinato delle autorità della Nuova Granada, che gli chiese di combattere contro le forze federaliste (che si opponevano alla dittatura centralista di Bernardo Álvarez) piuttosto che contro gli eserciti lealisti. Incapace di affrontare la guerra civile che affrontò le fazioni dei patrioti e non avendo né potere politico né accettazione da parte di molti nuovi Granadiani, Bolívar decise di dimettersi dalla sua investitura militare e di lasciare la società spagnola americana.

### Esilio di Bolívar in Giamaica
Il Libertador si recò in Giamaica l'8 maggio 1815 e vi arrivò sei giorni dopo. Bolívar aspirava ad attirare l'attenzione dell'Impero britannico per ottenere la sua cooperazione, in cui l'ideale dell'indipendenza latinoamericana significa profitto economico per l'Inghilterra. Pertanto, Bolívar fece degli sforzi per convincere i signori inglesi delle sue proposte, come dare in Inghilterra le province spagnolo-americane di Panama e Nicaragua per costruire corsi d'acqua. Bolivar visse a Kingston da maggio a dicembre 1815 senza attività militari, ma dedicò il suo tempo a pensare al futuro del continente americano, vista la situazione della politica mondiale.
Bolívar non aveva in quell'anno risorse per realizzare i suoi progetti di emancipazione. Nel 1815, il "Libertador" ottenne la simpatia degli inglesi, ma era vicino alla povertà con pochi beni materiali, pochi soldi e alcuni schiavi; Pío, uno di loro, tentò di assassinarlo su ordine di Pablo Morillo El Pacificador, la cui flotta iniziò il suo viaggio da Cadice verso l'America spagnola mesi prima. In ottobre, la situazione economica di Bolivar è peggiorata in un punto in cui era disperato. Secondo una lettera scritta a Maxwell Hyslop, Bolívar disse che avrebbe terminato i suoi giorni "in maniera violenta" e che "è preferibile la morte piuttosto che un'esistenza meno onorevole".
Prima di quelle sfortunate parole dell'ottobre 1815, Bolívar scrisse la Carta de Jamaica. Mesi dopo, i suoi compagni della Nuova Granada chiesero al Libertador di aiutare la loro resistenza contro le truppe di Morillo, ma era ormai tardi perché il lealista Pacificador prese la città di Cartagena. Questo evento portò Bolívar a cambiare rotta verso Haiti per ottenere rinforzi da Alexandre Pétion. Il 24 dicembre Bolívar non era più in Giamaica.

## LaCarta di Giamaica

### Panoramica
La Carta de Jamaica fu terminata il 6 settembre 1815 a Kingston. In essa, Bolivar inizia analizzando ciò che fino a quel momento era stato considerato il successo storico nella lotta per la libertà nelle Americhe. In termini generali, fu un equilibrio di forze raggiunto dai patrioti negli anni dal 1810 al 1815. Nella parte centrale del documento sono esposte le cause e le ragioni che hanno giustificato gli "spagnoli americani" nella loro decisione di indipendenza, seguite da un appello all'Europa affinché cooperi all'opera di liberazione dei popoli latinoamericani. Nella terza e ultima parte, ha speculato e discusso sul destino di Messico, America Centrale, Nuova Granada, Venezuela, Río de la Plata, Cile e Perù.
Alla fine Bolívar termina le sue riflessioni con un'imprecazione che ripeterà fino alla sua morte: la necessità dell'unione dei paesi delle Americhe. Anche se la Carta de Jamaica era nominalmente indirizzata a Henry Cullen, è chiaro che il suo obiettivo fondamentale era quello di attirare l'attenzione della più potente nazione liberale del XIX secolo, la Gran Bretagna. Tuttavia, quando alla fine la Gran Bretagna rispose alla chiamata di Bolívar, preferì l'aiuto di Haiti.